# Ammiragliato (Regno Unito)
L'Ammiragliato era un dipartimento del governo del Regno Unito responsabile del comando della Royal Navy fino al 1964, storicamente sotto il suo capo titolare, il Lord grand'ammiraglio - uno dei grandi ufficiali di Stato. Per gran parte della sua storia, dall'inizio del XVIII secolo fino alla sua abolizione, il ruolo del Lord grand'ammiraglio venne quasi invariabilmente messo "in commissione" ed esercitato dai Lord Commissari dell'Ammiragliato, che sedevano nel Board of Admiralty al governo, piuttosto che da una sola persona. L'Ammiragliato venne sostituito dall'Admiralty Board nel 1964, come parte delle riforme che crearono il Ministero della difesa ed il suo Dipartimento della Marina (successivamente Comando della Marina).
Prima dell'Atto di Unione del 1707, l'Ufficio dell'Ammiragliato e degli affari marittimi' amministrò la Royal Navy del Regno d'Inghilterra, che si fuse con la Royal Scots Navy ed assorbì le responsabilità del Lord grand'ammiraglio del Regno di Scozia con l'unificazione del Regno di Gran Bretagna. L'Ammiragliato era tra i dipartimenti più importanti del governo britannico, a causa del ruolo della Royal Navy nell'espansione e nel mantenimento dei possedimenti inglesi d'oltremare nel XVII secolo, l'Impero britannico nel XVIII secolo, e successivamente.
Il moderno Admiralty Board, a cui le funzioni dell'Ammiragliato furono trasferite nel 1964, è un comitato del tri-servizio Consiglio di difesa del Regno Unito. Questo Consiglio dell'Ammiragliato si riunisce solo due volte l'anno e la gestione quotidiana della Royal Navy è controllata da un Navy Board (da non confondere con il Navy Board storico). È comune che le varie autorità ora incaricate della Royal Navy vengano chiamate semplicemente The Admiralty.
Il titolo di Lord grand'ammiraglio del Regno Unito è stato conferito al monarca dal 1964 al 2011. Il titolo venne conferito al principe Filippo, duca di Edimburgo dalla regina Elisabetta II nel giorno del suo 90º compleanno e dalla sua morte nel 2021 tornò al monarca. Continua inoltre ad esserci un viceammiraglio del Regno Unito e un contrammiraglio del Regno Unito, entrambe cariche onorarie.

## Storia

Bandiera del Lord grand'ammiraglio

Il grado di Admiral of England, o Lord Admiral e successivamente Lord High Admiral, venne creato intorno al 1400; in precedenza c'erano stati Ammiragli dei mari settentrionale e occidentale. Re Enrico VIII istituì il Council of the Marine, che in seguito divenne il Navy Board, nel 1546, per sovrintendere agli affari amministrativi del servizio navale. Il controllo operativo della Royal Navy rimase sotto la responsabilità del Lord grand'mmiraglio, che era uno dei nove grandi ufficiali di Stato. Questo approccio gestionale sarebbe rimasto in vigore nella Royal Navy fino al 1832.
Il re Carlo I istituì la carica di Lord High Admiral nel 1628 e il controllo della Royal Navy passò a un comitato sotto forma di Board of Admiralty. L'ufficio di Lord High Admiral passò diverse volte dentro e fuori servizio fino al 1709, dopodiché l'ufficio fu quasi permanentemente in carica (l'ultimo Lord High Admiral fu il futuro re Guglielmo IV all'inizio del XIX secolo).
In questa organizzazione operava un sistema duale: il Lord High Admiral (dal 1546) e poi i commissari dell'Ammiragliato (dal 1628), che esercitavano la funzione di controllo generale (amministrazione militare) della Marina ed erano solitamente responsabili della condotta di qualsiasi guerra, mentre le effettive linee di rifornimento, supporto e servizi erano gestite da quattro ufficiali principali, vale a dire, il Tesoriere, il Supervisore, l'Ispettore ed i Clerks of the Acts, responsabili individualmente di finanza, supervisione della contabilità, costruzione navale e manutenzione delle navi, e registro degli affari. Questi principali ufficiali divennero noti come il Navy Board, responsabile dell'"amministrazione civile" della marina, dal 1546 al 1832.
Questa struttura di amministrazione della marina durò 285 anni, tuttavia il sistema di approvvigionamento era spesso inefficiente e corrotto: le sue carenze erano dovute tanto ai limiti dei tempi in cui operavano. Le varie funzioni all'interno dell'Ammiragliato non erano coordinate in modo efficace e mancavano di inter-dipendenza reciproca, con il risultato che nel 1832 Sir James Graham abolì il Navy Board e unì le sue funzioni a quelle del Board of Admiralty. A quel tempo ciò aveva vantaggi distinti; tuttavia, non riuscì a mantenere il principio di distinzione tra l'Ammiragliato ed i rifornimenti e seguì molta burocrazia con la fusione.
Nel 1860 vide una grande crescita lo sviluppo delle imbarcazioni tecniche e l'espansione di più branche dell'Ammiragliato, che iniziò davvero con l'era del vapore che avrebbe avuto un'enorme influenza sulla marina e sul pensiero navale. Tra il 1860 e il 1908 non vi fu alcun vero studio della strategia e del lavoro dello stato maggiore condotto all'interno del servizio navale; venne praticamente ignorato. Tutto il talento della Marina confluì nelle grandi università tecniche. Questa scuola di pensiero per i successivi 50 anni fu basata esclusivamente sulla tecnica. Il primo serio tentativo d'introdurre un unico organo di gestione per amministrare il servizio navale si manifestò con la creazione dell'Admiralty Navy War Council nel 1909.
In seguito, nel 1912 venne istituito un nuovo organo consultivo chiamato Admiralty War Staff, retto dal capo di stato maggiore di guerra, che aveva il compito di amministrare tre nuove sottodivisioni responsabili delle operazioni, dell'intelligence e della mobilizzazione. Il nuovo stato maggiore di guerra aveva appena trovato la loro base e lottava continuamente con l'opposizione alla sua esistenza da parte di alti ufficiali che erano categoricamente contrari ad uno stato maggiore. Le carenze del sistema all'interno di questo dipartimento di stato si possono vedere nella conduzione della campagna dei Dardanelli. Non c'erano meccanismi in atto per rispondere alle grandi questioni strategiche. Una Divisione commerciale venne creata nel 1914. Sir John Jellicoe arrivò all'Ammiragliato nel 1916. Riorganizzò lo stato maggiore di guerra come segue: Intelligence, Signal Section, Mobilitazione, Commercio.
Fu solo nel 1917 che il dipartimento dell'Ammiragliato venne nuovamente adeguatamente riorganizzato e iniziò a funzionare come stato maggiore professionale. Nel maggio 1917, il termine Admiralty War Staff venne rinominato e quel dipartimento e il suo ruolo funzionale vennero sostituiti da un nuovo Admiralty Naval Staff; inoltre, la neonata carica di capo di stato maggiore della Marina venne accorpata nella carica di Primo lord del mare. Venne inoltre nominato un nuovo incarico, quello di vice capo di stato maggiore della Marina, e di Assistente capo di stato maggiore della Marina; a tutti vennero assegnati seggi nel Board of Admiralty. Questo per la prima volta diede al Naval Staff una rappresentanza diretta nel consiglio; la presenza nel consiglio di amministrazione di tre alti membri della marina assicurava l'autorità necessaria per portare a termine qualsiasi operazione di guerra. Il vice capo di stato maggiore della Marina avrebbe diretto tutte le operazioni e i movimenti della flotta, mentre l'assistente capo di stato maggiore della Marina sarebbe stato responsabile dei movimenti mercantili e delle operazioni antisommergibile.
L'ufficio di Controllore sarebbe stato ristabilito per occuparsi di tutte le questioni relative ai rifornimenti; il 6 settembre 1917, un vice primo lord del mare venne aggiunto al Consiglio, che avrebbe amministrato le operazioni all'estero e si sarebbe occupato di questioni di politica estera. Nell'ottobre 1917, lo sviluppo dello stato maggiore venne portato avanti con la creazione di due sottocomitati del Consiglio: il Comitato per le operazioni e il Comitato per la manutenzione. Il Primo lord dell'Ammiragliato era il presidente di entrambi i comitati e il Comitato Operativo era composto dal Primo lord del mare e dal capo di stato maggiore della Marina, dal vice primo lord del mare, dall'assistente del capo di stato maggiore della Marina e dal Quinto lord del mare.
Il totale controllo operativo della Royal Navy venne finalmente consegnato al capo di stato maggiore della Marina (CNS) da un ordine in Consiglio, in vigore nell'ottobre 1917, in base al quale divenne responsabile dell'emissione di ordini riguardanti tutte le operazioni di guerra direttamente alla flotta. Egli inoltre autorizzò il CNS a emettere ordini a proprio nome, a differenza di quelli precedentemente emessi dal Segretario permanente dell'Ammiragliato a nome del Consiglio. Nel 1964, l'Ammiragliato, insieme al War Office e al Ministero dell'aria, vennero aboliti come dipartimenti di stato separati e posti sotto un unico nuovo Ministero della Difesa. All'interno del Ministero della Difesa ampliato c'è il nuovo Admiralty Board, che ha un Navy Board separato responsabile della gestione quotidiana della Royal Navy, l'Army Board e l'Air Force Board, ciascuno diretto dal segretario di Stato per la difesa.

## Struttura organizzativa

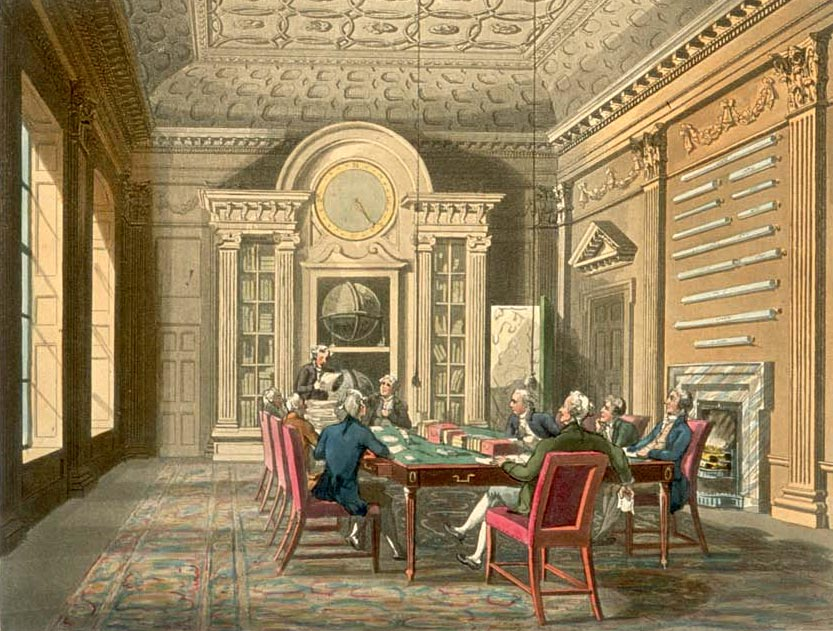
Board of Admiralty, 1810 circa

Nel XX secolo la struttura del quartier generale dell'Ammiragliato era organizzata prevalentemente in quattro parti:
1. Il Board of Admiralty, che dirigeva e controllava l'intero apparato presieduto da un ministro del governo civile, il Primo lord dell'ammiragliato. Il suo principale consigliere militare era il Primo lord del mare come Lord della Marina senior del consiglio.[16]
2. L'Admiralty Naval Staff, che consigliava ed assisteva il Consiglio in capo alla pianificazione strategica e operativa, nella distribuzione delle flotte e nell'allocazione delle risorse ai principali comandi navali e stazioni e nella formulazione della politica ufficiale sulla dottrina tattica e sui requisiti per quanto riguardava uomini e materiale. A tal fine lo stato maggiore della Marina venne organizzato in Divisioni e Sezioni specialistiche. Quando l'Ammiragliato si unì al Ministero della Difesa nel 1964, vennero ridesignati come Direzioni dello stato maggiore della Marina.[16]
3. I Dipartimenti dell'Ammiragliato, che fornivano gli uomini, le navi, gli aerei e i rifornimenti per attuare la politica approvata. I dipartimenti erano supervisionati dai vari uffici dei Lord del mare.[16]
4. Il Dipartimento del Segretario permanente, che era l'agenzia di coordinamento generale, regolava la finanza navale, forniva consulenza sulla politica, conduceva tutta la corrispondenza per conto del Consiglio e manteneva i registri dell'Ammiragliato. Il suo componente principale per fornire ciò era il Segretariato dell'Ammiragliato, le sezioni del Segretariato (diverse da quelle che fornivano servizi comuni) erano conosciute come Filiali.[16]

### Board of Admiralty
Quando l'ufficio di Lord grand'ammiraglio era in carica, come fu per la maggior parte dei secoli XVIII, XIX e XX, fino a quando non tornò alla Corona, venne esercitato da un Consiglio dell'Ammiragliato, ufficialmente noto come Commissari per l'esercizio dell'ufficio di Lord grand'ammiraglio del Regno Unito di Gran Bretagna e Irlanda del Nord, ecc. (in alternativa di Inghilterra, Gran Bretagna o del Regno Unito di Gran Bretagna e Irlanda a seconda del periodo). Il Consiglio dell'Ammiragliato era composto da un certo numero di Lord commissari dell'ammiragliato. I Lord commissari erano sempre un misto di ammiragli, conosciuti come Lord della Marina o lord del mare e Lord civili, normalmente politici. Il quorum del Consiglio era composto da due commissari e un segretario. Il presidente del Consiglio era conosciuto come il Primo lord dell'ammiragliato, che era un membro del governo. Dopo il 1806, il Primo lord dell'ammiragliato era sempre un civile, mentre il capo di stato maggiore della marina divenne (ed è ancora oggi) conosciuto come il Primo lord del mare.

### Lord commissari dell'ammiragliato (1628–1964)
I Lord commissari dell'ammiragliato erano i membri del Board of Admiralty, che esercitava la carica di Lord grand'ammiraglio quando non era affidata a una sola persona. I commissari erano un misto di politici senza esperienza navale e ufficiali di marina professionisti, la percentuale di ufficiali di marina generalmente aumentava nel tempo.

#### Ufficiali chiave

##### Primo lord dell'ammiragliato
Il Primo lord dell'ammiragliato, o formalmente Ufficio del Primo lord dell'ammiragliato, era l'alto consigliere civile del governo britannico per tutti gli affari navali e il ministro responsabile della direzione e del controllo dell'Admiralty and Marine Affairs Office, in seguito Dipartimento dell'Ammiragliato.(+) Il suo ufficio era supportato dal Segretariato della Marina.

##### Primo lord del mare
Il Primo lord del mare era il consigliere capo della Marina nel Board of Admiralty del Primo lord e sovrintendeva agli uffici dei Lord del mare e dello stato maggiore della Marina dell'Ammiragliato.

##### Navy Board
Il Navy Board fu un consiglio indipendente dal 1546 al 1628 quando divenne subordinato, ma autonomo, del Board of Admiralty fino al 1832. I suoi principali commissari della Marina consigliarono il consiglio in relazione all'amministrazione civile degli affari navali. Il Navy Board aveva sede presso il Navy Office.

##### Membri civili del Board of Admiralty responsabili di altre importanti funzioni civili
1. Ufficio del Lord civile dell'ammiragliato.[16]
2. Ufficio del Lord civile supplementare dell'Ammiragliato.[16]
3. Ufficio del Segretario parlamentare e finanziario dell'Ammiragliato.[16]

##### Admiralty Naval Staff
Si è evoluto dall'Admiralty Navy War Council, (1909–1912) che a sua volta divenne Admiralty War Staff, (1912–1917) prima di diventare finalmente Admiralty Naval Staff nel 1917. Era il primo dipartimento di comando senior, della pianificazione operativa, della politica e della strategia all'interno dell'Ammiragliato britannico. Nacque nel 1917 ed esistette fino al 1964, quando venne abolito il Dipartimento dell'Ammiragliato e la funzione dei reparti di stato maggiore continuò all'interno del Dipartimento della Marina del Ministero della Difesa fino al 1971, quando le sue funzioni entrarono a far parte del nuovo Stato Maggiore della Marina, Reparto della Marina del Ministero della Difesa.

##### Uffici del Naval Staff
1. Ufficio del secondo capo di stato maggiore della Marina.[16]
2. Ufficio del vice capo di stato maggiore della Marina.[16]
3. Uffici degli Assistenti capi di stato maggiore della Marina.[16]

##### Dipartimenti dell'Ammiragliato
I Dipartimenti dell'Ammiragliato erano parti distinte e componenti del Dipartimento dell'Ammiragliato che erano sovrintese dai vari uffici dei Lord del mare responsabili per loro; erano principalmente organizzazioni di supporto amministrativo, di ricerca, scientifico e logistico. Il ruolo del dipartimento era quello di fornire uomini, navi, aerei e rifornimenti per attuare la politica approvata dal Board of Admiralty e trasmessa loro durante il XX secolo dallo Stato Maggiore della Marina dell'Ammiragliato.

##### Uffici dei lord del mare
1. Ufficio del vice primo lord del mare
2. Ufficio del secondo lord del mare.[16]
3. Ufficio del terzo lord del mare.[16]
4. Ufficio del quarto lord del mare.[16]
5. Ufficio del quinto lord del mare

##### Dipartimento del segretario permanente
Il Dipartimento del Segretario era composto da membri del servizio civile era diretto e controllato da un Segretario permanente del Consiglio dell'Ammiragliato, non era un Lord commissario dell'Ammiragliato, fungeva da membro del consiglio e partecipava a tutte le sue riunioni.

## L'Ammiragliato come metonimia del "potere del mare"
In alcuni casi, il termine Ammiragliato è usato in un senso più ampio, nel senso di potenza marittima o governo sui mari, piuttosto che in stretto riferimento all'ente che esercita tale potere. Ad esempio, i famosi versi di Song of the Dead di Kipling: